# Schistopselaphus apicatus
Schistopselaphus apicatus là một loài bọ cánh cứng trong họ Oedemeridae. Loài này được Fairmaire miêu tả khoa học năm 1896.